# 小行星12710
小行星12710（12710 Breda）是一颗绕太阳运转的小行星，为主小行星带小行星。该小行星于1990年11月19日发现。

## 轨道参数
小行星12710的轨道半长轴为387 623 623 km，2.5910670 UA，离心率为0.063。